# Vážany, Uherské Hradiště
Vážany là một làng thuộc huyện Uherské Hradiště, vùng Zlínský, Cộng hòa Séc.